# NGC 6166
NGC 6166 est une galaxie elliptique géante (cD) relativement éloignée et située dans la constellation d'Hercule. Sa vitesse par rapport au fond diffus cosmologique est de 9 125 ± 9 km/s, ce qui correspond à une distance de Hubble de 134,6 ± 9,4 Mpc (∼439 millions d'al). NGC 6166 a été découverte par l'astronome germano-britannique William Herschel en 1791.
NGC 6166 est la galaxie dominante de l'amas Abell 2199 et c'est l'une des galaxies la plus lumineuse dans le domaine des rayons X que l'on connaisse. Plusieurs galaxies figurant dans le catalogue UGC sont situées très près de cette galaxie.

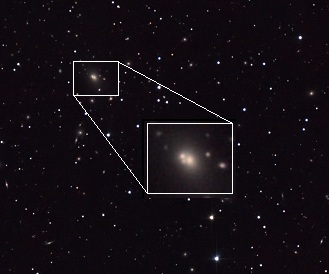
NGC 6166 au sein d'Abell 2199.

Selon la base de données Simbad, NGC 6166 est une galaxie active qui contient un quasar.
À ce jour, vingt mesures non basées sur le décalage vers le rouge (redshift) donnent une distance de 127,210 ± 45,561 Mpc (∼415 millions d'al), ce qui est à l'intérieur des valeurs de la distance de Hubble.

## Une radiogalaxie
NGC 6166 est une radiogalaxie à noyau multiple de type FR1. Elle est l'hôte de la source radio relativement puissante 3C 338 dont la puissance totale à 330 MHz est LogP≈25,64 W/Hz. Cette radiosource compacte a deux lobes courts (≈ 10 pc et symétriques reliés par une structure filamenteuse brillante.
NGC 6166 est une raies d'émissions optiques étroites (LEG) et une radiogalaxie à raie étroite d'émission (NLRG). Ces lobes sont produits l'afflux d'environ 0,03 masse solaire de gaz en son centre.
L'activité de cette galaxie provient du trou noir supermassif central dont la masse est estimée à 1010,454+0,034
-0,029 {\displaystyle M_{\odot }}, soit une masse comprise entre 26,6 × 109 {\displaystyle M_{\odot }} et 30,5 × 109 {\displaystyle M_{\odot }}.

## Les amas globulaires de NGC 6166
En 1996, on a estimé le nombre d'amas globulaires de NGC 6166 entre 6 200 et 22 000 en orbite dans le halo de la galaxie. Dans une étude plus récente publiée en 2016, le nombre total d'amas est estimé à 39 000 ± 2 000 dans un rayon de 250 kpc. Cette galaxie possède le plus grand nombre d'amas globulaire que l'on ait découvert.

## Supernova
La supernova SN 2009eu a été découverte dans NGC 6166 le 21 mai 2009 par J. Rex, S. B. Cenko, W. Li et A. V. Filippenko dans le cadre du programme conjoint LOSS/KAIT (Lick Observatory Supernova Search de l'observatoire Lick et The Katzman Automatic Imaging Telescope de l'université de Californie à Berkeley. Cette supernova était de type Ia.

## Groupe de NGC 6166 et l'amas galactique Abell 2199
NGC 6166 est la plus lumineuse et la plus vaste galaxie d'un groupe qui porte son nom. Selon Abraham Mahtessian, le groupe de NGC 6166 renferme quatre galaxies. Les autres galaxies du groupe sont NGC 6120, NGC 6137 et UGC 10407 désigné comme 1626+4120, une malheureuse et non conventionnelle abréviation employée par Abraham Mahtessian pour CGCG 1626.8+4120.
Puisque NGC 6166 fait partie de l'amas galactique Abell 2199, toutes les galaxies de ce groupe en font aussi partie.

## Galerie

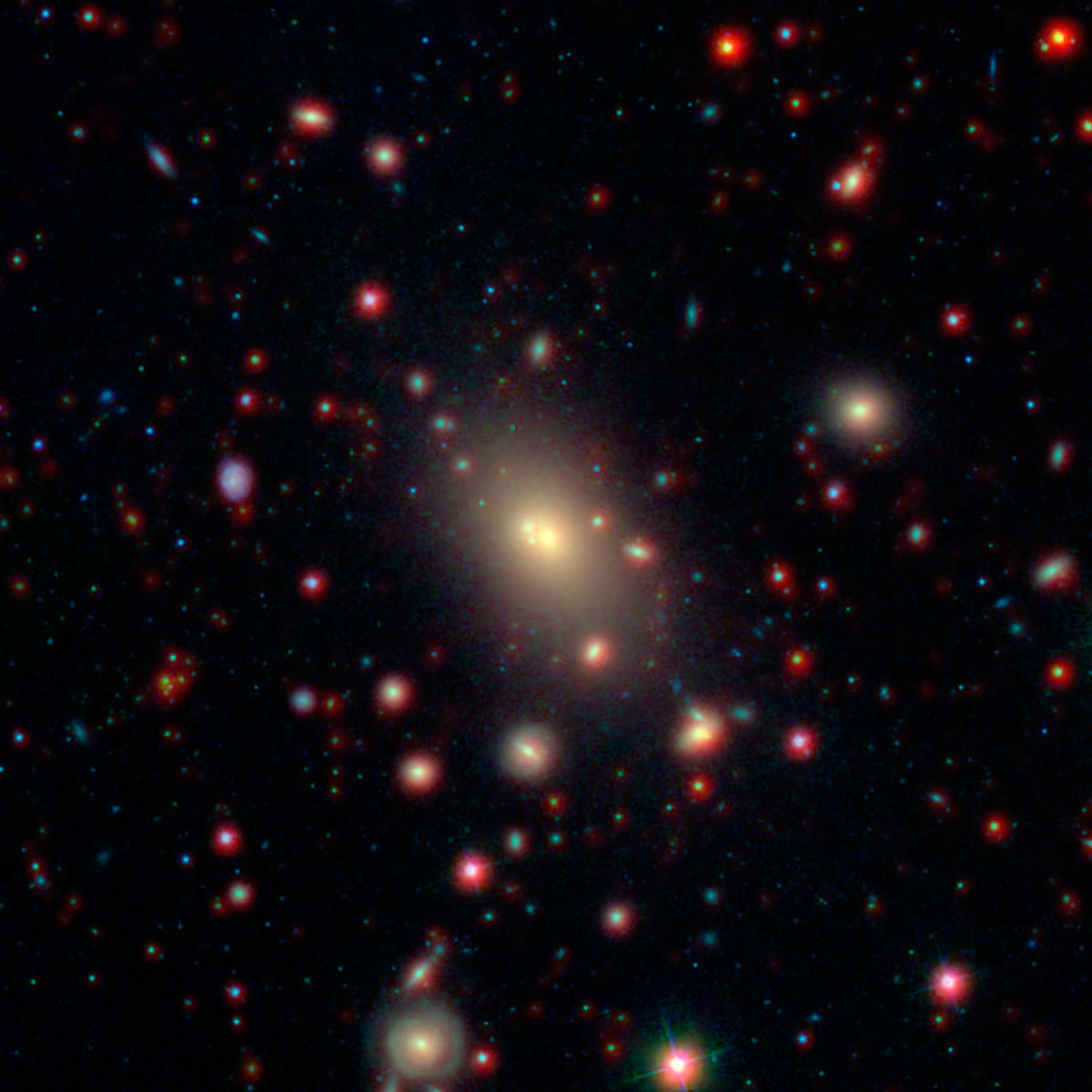
NGC 6166 en infrarouge par le télescope spatial Spitzer.
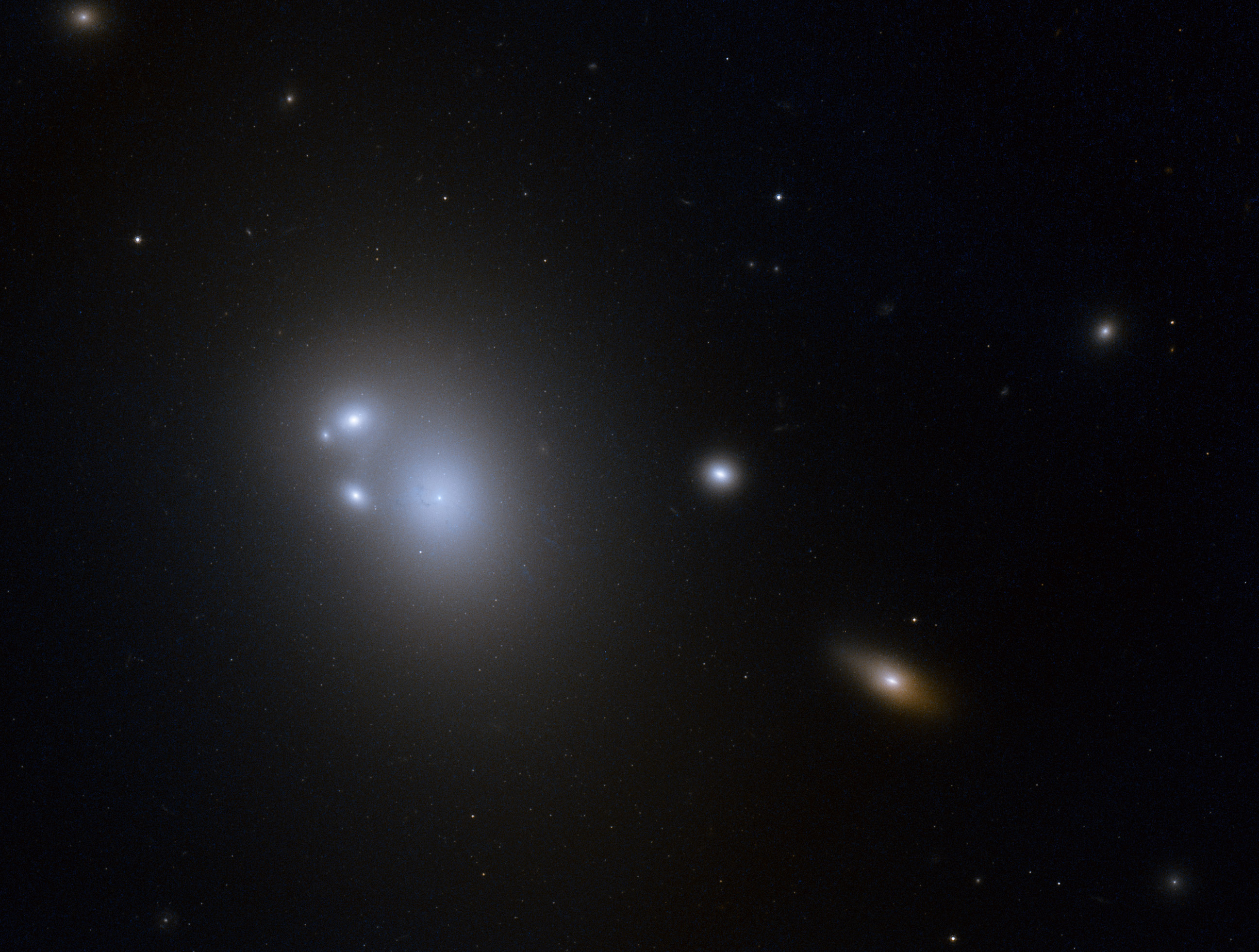
NGC 6166 par le télescope spatial Hubble.
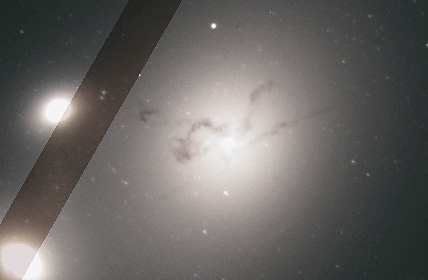
Les lignes de poussière de NGC 6166 (télescope spatial Hubble).